# Fête ses 10 ans...
Albums de Tryo
De bouches à oreilles... Ce que l'on sème
Fête ses 10 ans… est un album live du groupe Tryo qui regroupe 2 DVD et 1 CD.
Le premier DVD présente le concert au Zénith en 2005, le deuxième DVD contient toutes sortes d'extras et le CD regroupe des extraits live du concert au Zénith.

## Liste des titres
| 1.  | Medley                                            |  |
| 2.  | G8                                                |  |
| 3.  | La révolution                                     |  |
| 4.  | C'est du roots                                    |  |
| 5.  | La misère d'en face (et intro violon/violoncelle) |  |
| 6.  | Awham (intro) - Si la vie m'a mis là              |  |
| 7.  | Plus on en fait                                   |  |
| 8.  | Serre-moi                                         |  |
| 9.  | Sortez-les                                        |  |
| 10. | Récréaction                                       |  |
| 11. | Désolé pour hier soir                             |  |
| 12. | L'hymne de nos campagnes                          |  |
| 13. | Le petit chose                                    |  |
| 14. | Le saule                                          |  |
| 15. | La main verte                                     |  |
| 16. | Paris                                             |  |
| 17. | Apocalypticodramatic                              |  |
| 18. | Un homme qui aime les femmes                      |  |
| 19. | Pompafrik                                         |  |
| 20. | J'ai trouvé des amis                              |  |

DVD 2
Clips :
- L'hymne de nos campagnes
- Serre-moi

Bonus :
- Le regard d'Ito
- 4 jours au Zénith

Souvenirs :
- 10 ans de vidéos
- 10 ans de photos
- L'hymne 2003
- Génération portable

| 1.  | Le saule                                            | 5:01 |
| 2.  | La main verte                                       | 3:23 |
| 3.  | L'hymne de nos campagnes                            | 4:23 |
| 4.  | Armstrong (avec Bénabar)                            | 3:58 |
| 5.  | Si la vie m'a mis là                                | 5:20 |
| 6.  | Le petit chose                                      | 5:28 |
| 7.  | Paris                                               | 8:26 |
| 8.  | Apocalypticodramatic                                | 4:03 |
| 9.  | Encore une journée d'foutue (avec Jacques Higelin)  | 4:42 |
| 10. | Un homme qui aime les femmes                        | 6:40 |
| 11. | Regardez-les (live à Annecy en 2002)                | 9:32 |
| 12. | Serre-moi (remix suivi en bonus de : Chiraco-Style) | 3:16 |